# Şabran (rajón)
Şabran, do roku 2010 Dəvəçi, je rajón na severovýchodě Ázerbájdžánu, ležící na pobřeží Kaspického moře. Hlavním městem je Dəvəçi.